# Södra Skabbskär
Södra Skabbskär är en ö i Åland (Finland). Den ligger i Skärgårdshavet och i kommunen Hammarland i landskapet Åland, i den sydvästra delen av landet. Ön ligger omkring 29 kilometer norr om Mariehamn och omkring 290 kilometer väster om Helsingfors.
Öns area är 4,3 hektar och dess största längd är 440 meter i nord-sydlig riktning. I omgivningarna runt Södra Skabbskär växer i huvudsak blandskog.
Runt Södra Skabbskär är det glesbefolkat, med 11 invånare per kvadratkilometer.